# Зимние Паралимпийские игры 2018
XII зимние Паралимпийские игры 2018 (англ. 2018 Winter Paralympics) проходили в Пхёнчхане (Южная Корея) с 9 по 18 марта 2018 года.

## Место проведения
Свои заявки на проведение соревнований подали 3 города (наименьшее количество заявок со времён зимней Олимпиады 1988 года в Калгари, Канада):
- Анси, Франция — подавал заявку впервые.
- Мюнхен, Германия — принимал летние Олимпийские игры 1972, с тех пор ни одни в Германии не проводились.
- Пхёнчхан, Республика Корея — третья подряд заявка (победитель выборов).

Окончательное голосование по выбору города прошло 6 июля 2011 года на 123-й сессии МОК в Дурбане, ЮАР. Голосование завершилось в первом раунде, то есть более половины принявших в нём участие членов МОК высказались за одну кандидатуру.
| Кандидаты | Страна           | 1-й раунд |
| Пхёнчхан  | Республика Корея | 63        |
| Мюнхен    | Германия         | 25        |
| Анси      | Франция          | 7         |

## Символика

### Талисман

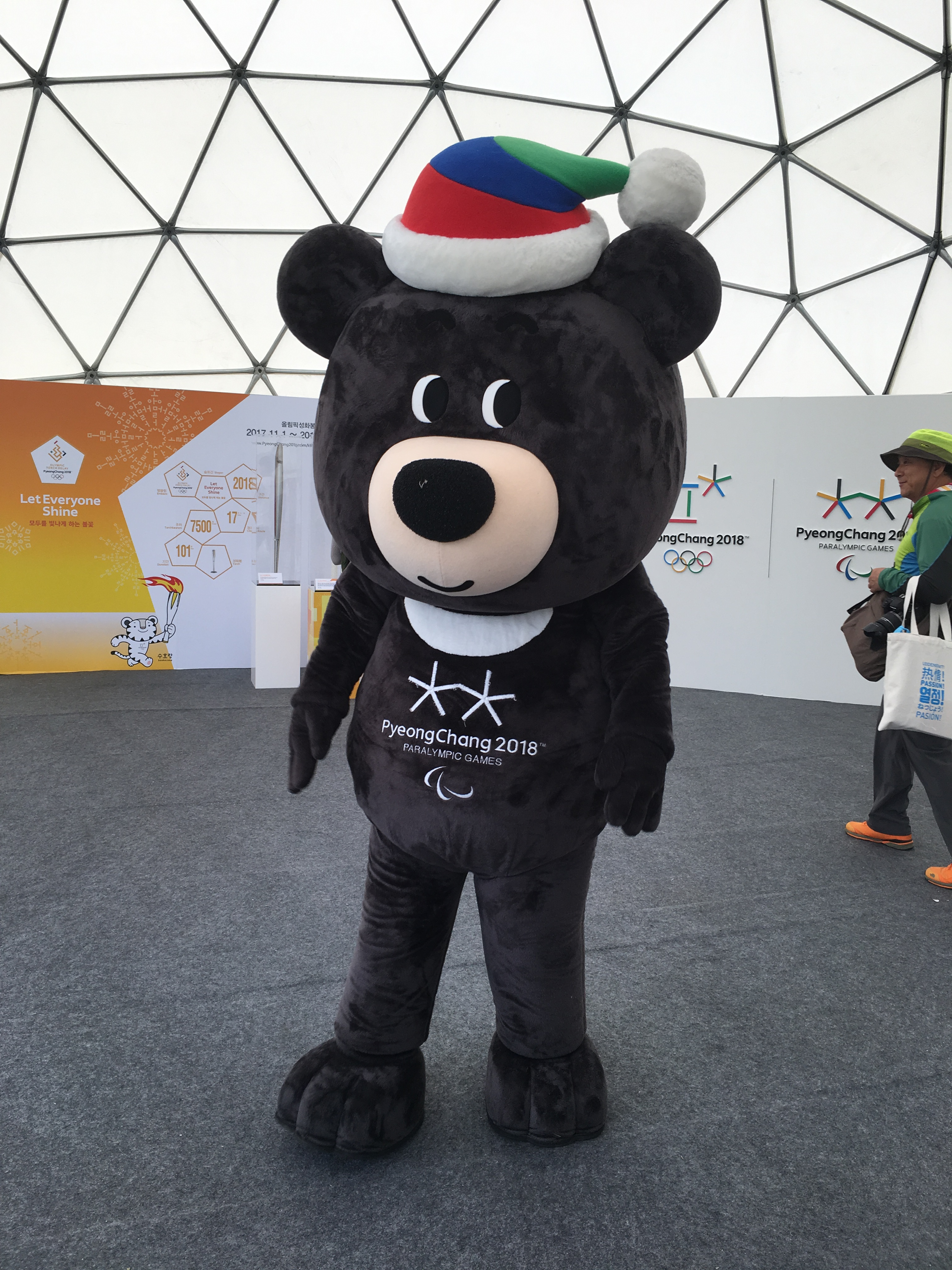
Талисман Паралимпиады — медвежонок Пандаби

Талисманом Паралимпиады стал азиатский черный медведь Пандаби. Он символизирует сильную волю и мужество. Его название также сформировано из двух корейских слов: «пандаль» (반달) и «пи (би)» (비), первое означает «полумесяц», отсылку к белому полумесяцу на груди азиатского черного медведя, а второе — празднование Игр.

### Логотип
Логотип Игр символизирует мир, открытый каждому. Он сочетает в себе изображения льда и снега, звезд зимних видов спорта и людей со всего мира, объединяющихся в Пхенчхане, где небо встречает землю.

## Соревнования

### Виды спорта
6 зимних спортивных дисциплин, составляющих собой 4 зимних видов спорта, входят в программы паралимпийских игр. Начиная с этих игр, МПК водит пара-сноуборд в качестве отдельной дисциплины. Напомним, что в 2014 году в рамках соревнований по горным лыжам было проведено два медальных мероприятия по пара-сноуборду.
На Играх 2018 года было разыграно 80 комплектов медалей, что на 8 комплектов наград больше, чем на предыдущих Играх в Сочи.
Номера в скобках указывают количество комплектов медалей, разыгрываемых в конкретной дисциплине.
1. Биатлон (18) (подробнее)
2. Кёрлинг (1) (подробнее)
3. Лыжные виды спорта
  -  Горнолыжный спорт (30) (подробнее)
  -  Лыжные гонки (20) (подробнее)
  -  Парасноуборд (10) (подробнее)
4. Следж-хоккей (1) (подробнее)

### Участники
На Паралимпийских играх в Пхёнчхане были представлены 49 стран. Впервые приняли участие в зимних Паралимпийских играх сборные Грузии, КНДР и Таджикистана.
Участвующие национальные паралимпийские комитеты:

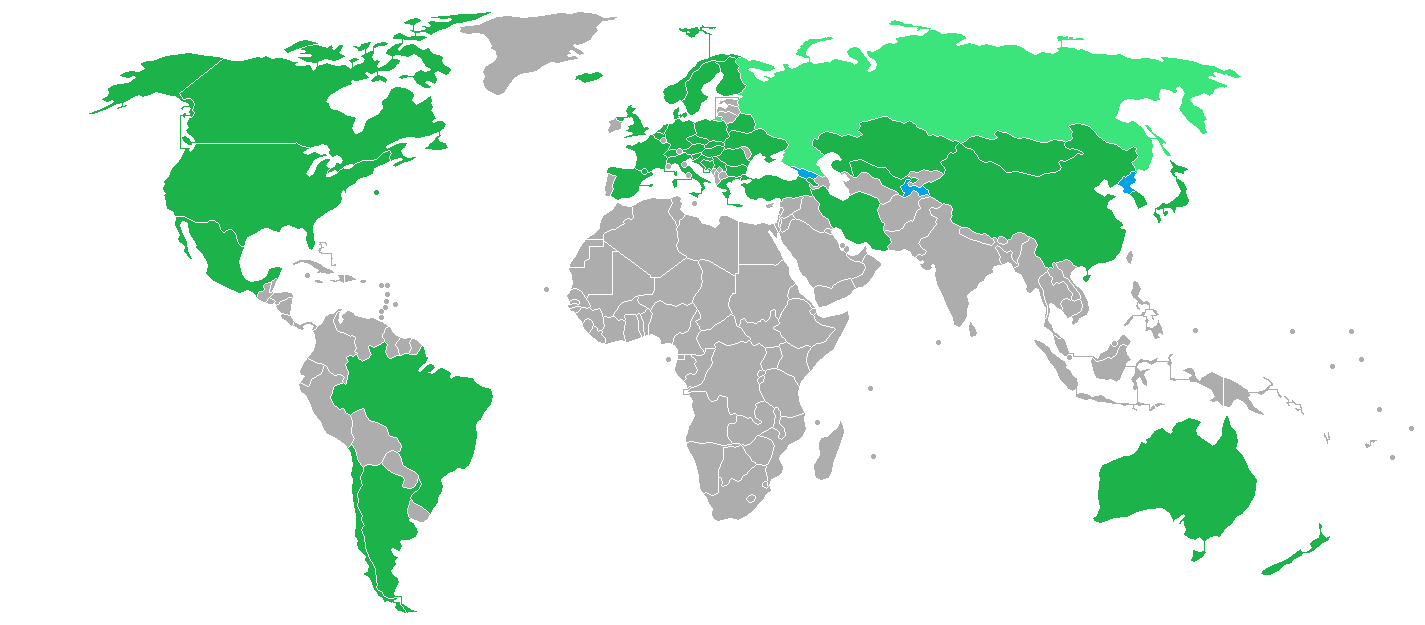
Страны, участвующие в зимних Паралимпийских играх 2018
Страны, участвующие в зимних Паралимпийских играх 2018 под паралимпийским флагом
Страны, дебютирующие на зимних Паралимпийских играх

- Австралия (12)
- Австрия (13)
- Андорра (1)
- Аргентина (2)
- Армения (1)
- Беларусь (14)
- Бельгия (2)
- Болгария (1)
- Босния и Герцеговина (1)
- Бразилия (3)
- Великобритания (14)
- Венгрия (2)
- Германия (20)
- Греция (1)
- Грузия (2)
- Дания (1)
- Иран (5)
- Исландия (1)
- Испания (3)
- Италия (25)
- Казахстан (6)
- Канада (52)
- Китай (26)
- КНДР (2)
- Мексика (1)
- Монголия (1)
- Нидерланды (9)
- Новая Зеландия (3)
- Норвегия (32)
- Нейтральные паралимпийские спортсмены (30)
- Польша (9)
- Румыния (1)
- Сербия (1)
- Словакия (11)
- Словения (1)
- США (68)
- Таджикистан (1)
- Турция (1)
- Узбекистан (1)
- Украина (20)
- Финляндия (13)
- Франция (12)
- Хорватия (7)
- Чехия (21)
- Чили (4)
- Швейцария (13)
- Швеция (24)
- Республика Корея (36)
- Япония (38)

#### Отстранение Паралимпийского комитета России
Международный паралимпийский комитет (МПК) 7 августа 2016 года отстранил от Паралимпийских игр в Рио-де-Жанейро всю сборную России и лишил Паралимпийский комитет России (ПКР) членства в организации. Такое решение было принято на основании доклада Макларена, в котором утверждается, что применение допинга поощрялось в России на государственном уровне. В декабре 2017 года МПК продлил отстранение ПКР, отметив, что российская сторона не выполнила все обязательства по восстановлению членства. 29 января стало известно, что российские паралимпийцы допущены до участия Играх в статусе «Нейтральный паралимпийский атлет» без упоминания России. Ожидается, что квалификационные критерии и условия для участия в Играх выполнят 30-35 спортсменов в 5 видах спорта.
Стало известно, когда Всемирное антидопинговое агентство (WADA) рассмотрит вопрос восстановления Российского антидопингового агентства (РУСАДА).
Ежегодный симпозиум международной организации, на котором будет рассмотрен данный вопрос, пройдёт с 21 по 23 марта в Лозанне, сообщает пресс-служба WADA.
«Глава WADA Крейг Риди и генеральный директор Оливье Ниггли находятся в постоянном контакте с российскими властями, в том числе и с министром спорта, с целью рассмотрения и разрешения вопроса о несоответствии РУСАДА Всемирному антидопинговому кодексу», — говорится в заявлении.

### Календарь
| ЦО | Церемония открытия |  | Квалификация соревнований |  | Финалы соревнований | ЦЗ | Церемония закрытия |

| Март 2018           | Пт 9 | Сб 10 | Вс 11 | Пн 12 | Вт 13 | Ср 14 | Чт 15 | Пт 16 | Сб 17 | Вс 18 | Медали |
| ------------------- | ---- | ----- | ----- | ----- | ----- | ----- | ----- | ----- | ----- | ----- | ------ |
| Церемонии           | ЦО   |       |       |       |       |       |       |       |       | ЦЗ    |        |
| Биатлон             |      | 6     |       |       | 6     |       |       | 6     |       |       | 18     |
| Горнолыжный спорт   |      | 6     | 6     |       | 6     | 3     | 3     |       | 3     | 3     | 30     |
| Кёрлинг на колясках |      | ●     | ●     | ●     | ●     | ●     | ●     | ●     | 1     |       | 1      |
| Лыжные гонки        |      |       | 2     | 4     |       | 6     |       |       | 6     | 2     | 20     |
| Парасноуборд        |      |       |       | 5     |       |       |       | 5     |       |       | 10     |
| Следж-хоккей        |      | ●     | ●     | ●     | ●     | ●     | ●     | ●     | ●     | 1     | 1      |
| Медалей за день     |      | 12    | 8     | 9     | 12    | 9     | 3     | 11    | 10    | 6     | 80     |
| Медалей всего       |      | 12    | 20    | 29    | 41    | 50    | 53    | 64    | 74    | 80    | 80     |
| Март 2018           | Пт 9 | Сб 10 | Вс 11 | Пн 12 | Вт 13 | Ср 14 | Чт 15 | Пт 16 | Сб 17 | Вс 18 | Медали |

## Медальный зачёт
В таблице указана первая десятка стран по количеству золотых медалей. В случае одинакового количества золотых медалей, места распределены по количеству серебряных медалей.

Жирным выделено наибольшее количество медалей в своей категории; страна-организатор также выделена.
|       | Общее количество медалей              | Общее количество медалей | Общее количество медалей | Общее количество медалей | Всего |
| Место | Страна                                | Золото                   | Серебро                  | Бронза                   | Всего |
| ----- | ------------------------------------- | ------------------------ | ------------------------ | ------------------------ | ----- |
| 1     | США                                   | 13                       | 15                       | 8                        | 36    |
| 2     | Нейтральные паралимпийские спортсмены | 8                        | 10                       | 6                        | 24    |
| 3     | Канада                                | 8                        | 4                        | 16                       | 28    |
| 4     | Франция                               | 7                        | 8                        | 5                        | 20    |
| 5     | Германия                              | 7                        | 8                        | 4                        | 19    |
| 6     | Украина                               | 7                        | 7                        | 8                        | 22    |
| 7     | Словакия                              | 6                        | 4                        | 1                        | 11    |
| 8     | Беларусь                              | 4                        | 4                        | 4                        | 12    |
| 9     | Япония                                | 3                        | 4                        | 3                        | 10    |
| 10    | Нидерланды                            | 3                        | 3                        | 1                        | 7     |
| Всего | Всего                                 | 80                       | 80                       | 81                       | 241   |

## Спортивные объекты

Кёнпходэ

- Олимпийский стадион — церемонии: открытия/закрытия, награждения
- Центр биатлона «Альпензия» — биатлон
- Лыжный центр «Альпензия» — лыжные гонки
- Горнолыжная база Ёнпхён — горнолыжный спорт
- Бугван Фёникс Парк — пара-сноуборд
- Горнолыжный стадион Джунбон — горнолыжный спорт
- Спортивная арена Университета Квандон — следж-хоккей на льду
- Каннынский ледовый каток — кёрлинг на колясках

## Эстафета паралимпийского огня
Эстафета паралимпийского огня традиционно намного короче, чем эстафета олимпийского огня. В отличие от стандартных Олимпийских игр, чей маршрут начинается в греческой Олимпии, на Паралимпийских играх факел может стартовать из любого другого места, способ зажжения факела также определяется организаторами игр.
Началась эстафета 3 марта 2018 года в Сеуле и завершилась 9 марта на Олимпийском стадионе. Олимпийский огонь побывал в городах провинции Канвондо: Чхунчхоне, Вончжу, Чонсон-гун и Канныне.
Стоит отметить, что в 1988 году Корея уже принимала летнюю Паралимпиаду. Тогда эстафета паралимпийского огня состоялась впервые в истории.
| 1 2 3 4 5 ПхёнчханКарта Кореи, где прошёл маршрут эстафеты Паралимпийского огня: | Маршрут эстафеты Паралимпийского огня: 1. Сеул 2. Чхунчхон 3. Вонджу 4. Чонсон 5. Каннын 6. Пхёнчхан |